# Gliese 442
Gliese 442 è un sistema binario che si trova a 30,1 anni luce di distanza dal Sistema solare, visibile nella costellazione del Centauro.
La componente principale è una stella della sequenza principale di classe spettrale G2V, mentre la secondaria è una nana rossa di classe M4V. La distanza tra le due stelle è di 235 UA. La primaria è simile al Sole, con l'85% della sua massa e della sua luminosità, mentre la secondaria ha il 7% della massa del Sole, il 15% del suo raggio ed appena i 7 centomillesimi della sua luminosità.

## Sistema planetario
Nel 2011 è stato scoperto un pianeta extrasolare in orbita attorno alla stella principale, HD 102365 b, avente una massa 16 volte la massa terrestre che orbita ad una distanza media di 0,46 da Gliese 442 A, su un'orbita molto eccentrica (ε = 0,34), che completa in 122 giorni. Considerando che Gliese 442 A è di poco meno luminosa del Sole, il limite interno della sua zona abitabile è situata più all'esterno dell'orbita del pianeta, ad almeno 0,67 UA, di conseguenza, la temperatura del pianeta è troppo elevata per consentire la presenza di acqua liquida in superficie, anche senza considerare che l'eccentricità orbitale causa una grossa differenza di irraggiamento tra periastro e apoastro.
Un eccesso della radiazione infrarossa registrata in questo sistema suggerisce la presenza di un disco circumstellare.
| Pianeta | Tipo            | Massa   | Periodo orb. | Sem. maggiore | Eccentricità |
| ------- | --------------- | ------- | ------------ | ------------- | ------------ |
| b       | Gigante gassoso | 0,05 MJ | 122,1 giorni | 0,46 UA       | 0,34         |